# Vico, Corse-du-Sud
Vico är en kommun i departementet Corse-du-Sud på ön Korsika i Frankrike. Kommunen ligger i kantonen Les Deux-Sorru som tillhör arrondissementet Ajaccio. År 2022 hade Vico 1 007 invånare.

## Befolkningsutveckling
Antalet invånare i kommunen Vico
Referens:INSEE